# ليسوم أكماني
ليسوم أكماني (الاسم العلمي: Illicium ekmanii) هو نوع نباتي يتبع جنس الليسوم من فصيلة الشزندرية.
سمي هذا النوع نسبةً إلى عالم النبات البريطاني أريك ليونارد إكمان.